# Stolovnik
Stolovnik je naselje v Občini Krško in krajevni skupnosti Brestanica. Spada v brestaniško župnijo.